# Rama V
Pour les articles homonymes, voir Rama.
 (novembre 2023).
Rama V, né le 20 septembre 1853 à Bangkok et mort le 23 octobre 1910 dans la même ville, est roi de Siam de 1868 à 1910. Il est le cinquième roi de la dynastie Chakri, fondée en 1782, et qui règne depuis cette date sur la Thaïlande, anciennement Siam.
Il est plus connu sous le nom de Chulalongkorn (thaï: จุฬาลงกรณ์).

## Repères historiques

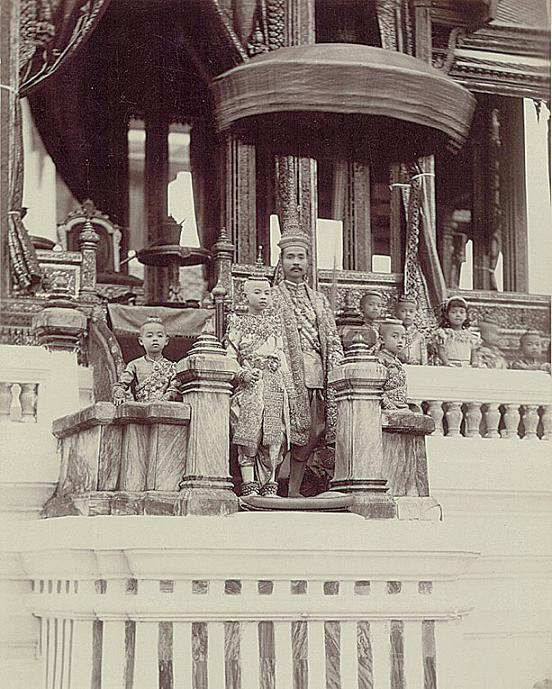
Photographie de Rama V par Francis Chit.

Fils aîné du roi Rama IV, il est né à Bangkok le 20 septembre 1853. Innovation importante pour l'époque, il reçoit une éducation à la fois moderne et traditionnelle par des moines bouddhistes. Après un règne de 42 ans, il meurt le 23 octobre 1910 après avoir eu 77 enfants de 36 de ses 92 femmes.
Rama V est l'élève de la gouvernante britannique Anna Leonowens, qui a été engagée comme professeur d'anglais pour les enfants de Rama IV durant cinq ans. Les mémoires de Mme Leonowens (qui inspirent le film Anna et le roi et ses remakes, toujours interdits à la diffusion en Thaïlande), sont sujets à caution, au point de constituer un malentendu historique entre la Thaïlande et l'Occident.

## Règne
Continuant sur l'impulsion donnée par son père, il est le grand modernisateur du royaume de Siam. Il est le premier roi à entreprendre des voyages à l'étranger, à Singapour, en Inde et en Europe ; il est reçu en Belgique ainsi qu'en France en 1897 et 1907.
Inspirée par les idées qu'il ramène de ces voyages, son action a été fondamentale dans tous les domaines. Il modernise et centralise l'administration. Dès 1874, il fonde le musée national de Bangkok ; puis il organise les services postaux (1885) et les chemins de fer (1893). Les billets de banque sont introduits en 1902 et le système décimal imposé en 1908. Il  fonde la première école d'administration, école militaire et école navale.
L'esclavage (thaï: ทาส) est aboli le 31 mars 1895, ainsi que la corvée due par les hommes libres (thaï : ไพร่หลวง ; phrai luang). Il supprime également l'interdit qui empêchait les sujets de toucher la reine sous peine de mort, un interdit qui a coûté en mai 1880 la vie de l'une de ses épouses, sa demi-sœur Sunandha Kumariratana et de leur fille d'un an.
Pour mener à bien toutes ces réformes et innovations, il s'entoure d'experts étrangers et de conseillers venant des pays occidentaux. Il nomme Gustave Rolin-Jaequemyns conseiller général. Cet expert en droit international aide le roi à rédiger la constitution et à moderniser les institutions publiques. Le roi prend le nom de Rama V. Les coutumes et vêtements occidentaux sont pour la première fois introduits dans le royaume.

Photo de groupe des petits-enfants du roi Rama V, prise en 1938 lors du retour à Bangkok du prince Ananda Mahidol, de la princesse Galyani Vadhana, et du prince Bhumibol Adulyadej.

Parallèlement à ces réussites intérieures, le pays a à faire face durant son règne à une pression colonisatrice importante de la part des Britanniques et des Français. Le roi sait habilement jouer sur l'équilibre des forces et réussit à préserver l'indépendance de son pays, mais au prix de concessions territoriales. Il abandonne une partie du Cambodge et le Laos à la France (1893-1907) et des territoires frontaliers de la Malaisie au Royaume-Uni (Traité anglo-siamois de 1909).

## Rama V et la Thaïlande d'aujourd'hui

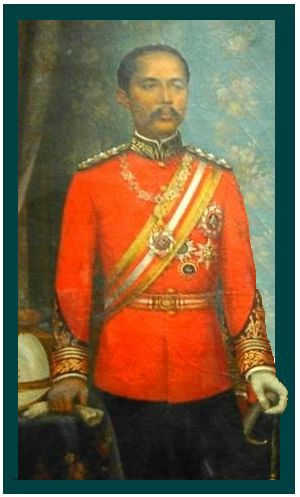
Portrait de Rama V.

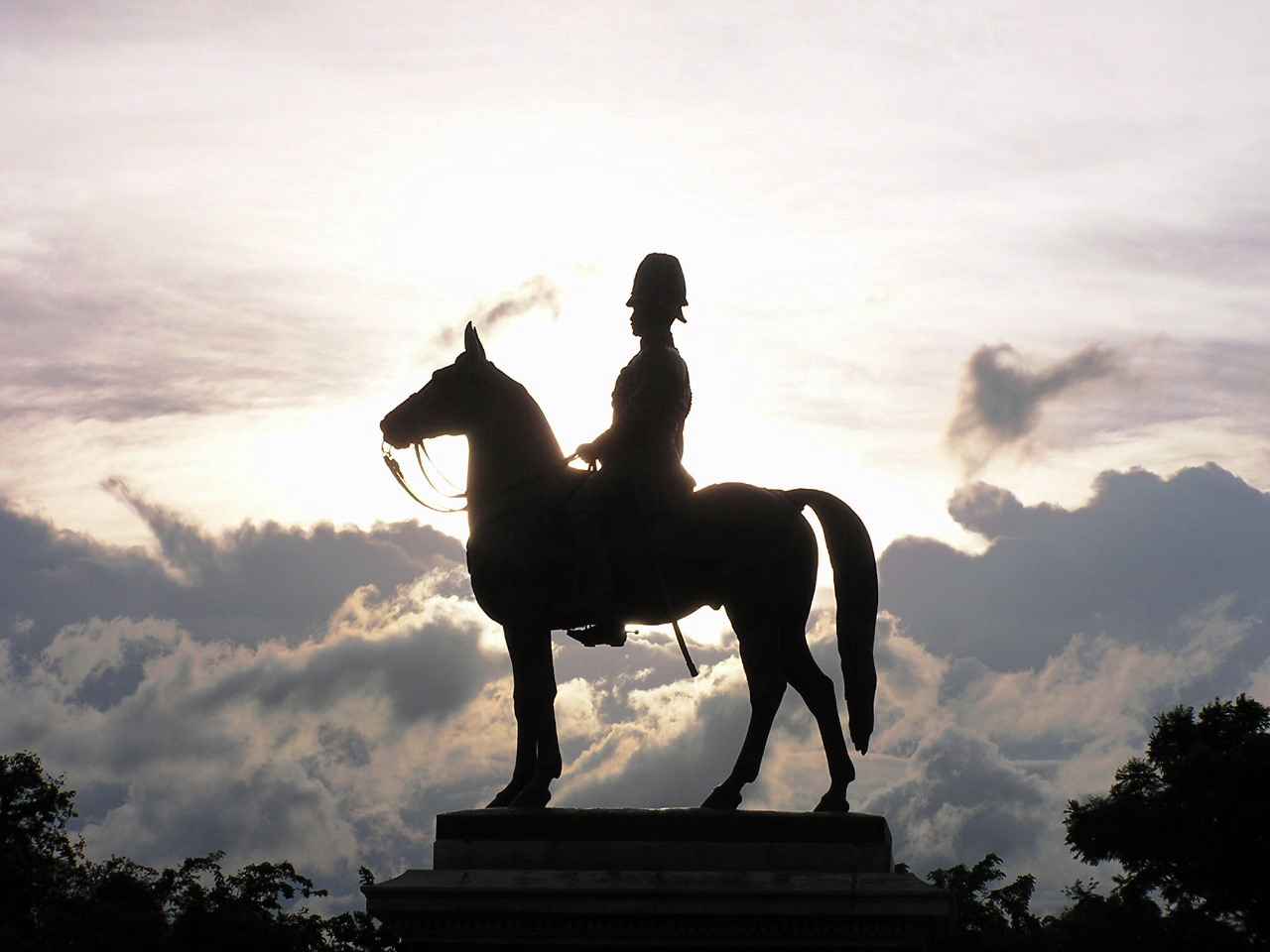
Statue équestre du roi Rama V.

Rama V est l'objet encore aujourd'hui d'un culte actif, de très nombreuses maisons thaïes sont ornées de son portrait, des prières lui sont adressées et des statues à son effigie sont érigées en de nombreux endroits. Le 23 octobre, anniversaire de sa mort, est jour férié.